# Gredilla de Sedano
Gredilla de Sedano es una localidad en la provincia de Burgos, comunidad autónoma de Castilla y León (España), comarca de Páramos, ayuntamiento de Valle de Sedano. Actualmente su alcalde es Salvador Calvo por parte del Partido Popular.  

## Geografía

### Ubicación
Gredilla de Sedano se ubica al norte de la provincia de Burgos, a 48 km al norte de Burgos, en la comunidad autónoma de Castilla y León. Las coordenadas del pueblo son latitud 42°43′11.455″ N y longitud 3°43′11.764″ O. Se sitúa a una altura media de 828 m s. n. m. aunque debido a la compleja orografía del valle donde se encuentra esta puede variar en hasta 20 metros, alcanzando el punto más alto el lugar donde se sitúa la iglesia.
El pueblo está situado en un pequeño valle originado por el río que discurre por el pueblo y que desemboca en el río Moradillo. Todo este conjunto está rodeado por la paramera del Páramo de Masa. El punto más alto del término está a 1150 metros de altitud, localizado al suroeste de la peña Otero, de 1205 m s. n. m. perteneciente a Villaescusa del Butrón. Sin embargo de entre los montes que le rodean cabe destacar Castro con 1052 m s. n. m. El segundo punto más alto es Fuente Blanquilla con 1140 m s. n. m., localizado en el parque eólico El Cerro.
La vegetación es la propia de tales áreas. Hay bosque de ribera y bosque mixto tanto con especies enciniegas como hayas y robles en los lugares propicios. Durante las últimas décadas se ha procedido a reforestar parte del monte con pino mediterráneo.

### Hidrografía
El río principal de Gredilla es el Arroyo de Fuente Hernando que atraviesa el término municipal paralelo a la carretera de noreste a sudoeste recibiendo los siguientes afluentes:
- Por el margen derecha: el Arroyo de Valdemanzano que desemboca poco antes de la entrada al pueblo, la fuente de Pomar y el Arroyo de Vallejo que desemboca a la altura de la plaza.

- Por el margen izquierda: la fuente de la Viga que desemboca a la entrada del camino que va a Sedano por el monte, antaño utilizada para llenar el depósito del antiguo molino situado al oeste de la localidad.

Existe un gran número de fuentes y torrenteras, las cuales suelen secarse durante el verano.

### Clima
De acuerdo a la clasificación climática de Köppen, el clima de Gredilla de Sedano es, en general, oceánico (Cfb). La estación más lluviosa es la primavera mientras que el verano es suave y menos húmedo que en la España atlántica. Los inviernos son muy nevosos y fríos, con temperaturas mínimas que en ocasiones descienden de -10 °C. Suelen ser frecuentes las nevadas copiosas a finales de otoño e invierno, llegando a producirse precipitaciones de nieve entrada la primavera.
Las precipitaciones siguen un patrón muy parecido al del clima mediterráneo típico y están entre los 400 o 600 mm, con un máximo durante el otoño y la primavera. El embalse del Ebro ha influido en el clima, aumentando ligeramente la humedad.
El clima de Gredilla, presenta unas temperaturas de aproximadamente dos a cinco grados más bajas que en el resto de las zonas con este clima, motivado principalmente por la altitud a la que se encuentra la localidad (828 m s. n. m.).
| Parámetros climáticos promedio de Gredilla de Sedano (828 msnm) (periodo de referencia: 1981-2019, extremas 1981-2019) | Parámetros climáticos promedio de Gredilla de Sedano (828 msnm) (periodo de referencia: 1981-2019, extremas 1981-2019) | Parámetros climáticos promedio de Gredilla de Sedano (828 msnm) (periodo de referencia: 1981-2019, extremas 1981-2019) | Parámetros climáticos promedio de Gredilla de Sedano (828 msnm) (periodo de referencia: 1981-2019, extremas 1981-2019) | Parámetros climáticos promedio de Gredilla de Sedano (828 msnm) (periodo de referencia: 1981-2019, extremas 1981-2019) | Parámetros climáticos promedio de Gredilla de Sedano (828 msnm) (periodo de referencia: 1981-2019, extremas 1981-2019) | Parámetros climáticos promedio de Gredilla de Sedano (828 msnm) (periodo de referencia: 1981-2019, extremas 1981-2019) | Parámetros climáticos promedio de Gredilla de Sedano (828 msnm) (periodo de referencia: 1981-2019, extremas 1981-2019) | Parámetros climáticos promedio de Gredilla de Sedano (828 msnm) (periodo de referencia: 1981-2019, extremas 1981-2019) | Parámetros climáticos promedio de Gredilla de Sedano (828 msnm) (periodo de referencia: 1981-2019, extremas 1981-2019) | Parámetros climáticos promedio de Gredilla de Sedano (828 msnm) (periodo de referencia: 1981-2019, extremas 1981-2019) | Parámetros climáticos promedio de Gredilla de Sedano (828 msnm) (periodo de referencia: 1981-2019, extremas 1981-2019) | Parámetros climáticos promedio de Gredilla de Sedano (828 msnm) (periodo de referencia: 1981-2019, extremas 1981-2019) | Parámetros climáticos promedio de Gredilla de Sedano (828 msnm) (periodo de referencia: 1981-2019, extremas 1981-2019) |
| Mes | Ene. | Feb. | Mar. | Abr. | May. | Jun. | Jul. | Ago. | Sep. | Oct. | Nov. | Dic. | Anual |
| --- | --- | --- | --- | --- | --- | --- | --- | --- | --- | --- | --- | --- | --- |
| Temp. máx. abs. (°C)                                                                                                   | 17 | 21 | 23 | 27 | 33 | 36 | 37 | 38 | 36 | 28 | 23 | 17 | 38 |
| Temp. máx. media (°C)                                                                                                  | 7 | 9 | 12 | 15 | 19 | 24 | 27 | 27 | 23 | 17 | 11 | 8 | 16.6 |
| Temp. media (°C) | 3.1 | 4.1 | 7.0 | 8.6 | 12.2 | 16.5 | 19.5 | 19.5 | 16.1 | 11.5 | 6.6 | 4.0 | 10.7 |
| Temp. mín. media (°C)                                                                                                  | −1 | −1 | 1 | 3 | 6 | 10 | 12 | 12 | 9 | 6 | 2 | 0 | 4.8 |
| Temp. mín. abs. (°C)                                                                                                   | −16 | −13 | −13 | −5 | −3 | 0 | 0 | 5 | −1 | −4 | −11 | −17 | −17 |
| Precipitación total (mm)                                                                                               | 49.6 | 37.7 | 49.6 | 66.0 | 68.2 | 51.0 | 27.9 | 27.9 | 42.0 | 62.0 | 60.0 | 55.8 | 597.7 |
| Días de nevadas (≥ )                                                                                                   | 3.0 | 3.0 | 1.0 | 0.0 | 0.0 | 0.0 | 0.0 | 0.0 | 0.0 | 0.0 | 1.0 | 2.0 | 10.0 |
| Fuente: Agencia Estatal de Meteorología                                                                                | | | | | | | | | | | | | |

## Demografía
| Gráfica de evolución demográfica de Gredilla de Sedano entre 1842 y 1970 |
| |
| Población de derecho según los censos de población del INE. Población de hecho según los censos de población del INE.Entre el censo de 1970 y el anterior, crece el término del municipio porque incorpora a Moradillo de Sedano y Quintanaloma. Entre el censo de 1981 y el anterior, este municipio desaparece porque se agrupa en el municipio Valle de Sedano. |

Evolución de la población
| Gráfica de evolución demográfica de Gredilla de Sedano entre 2000 y 2023 |
|                                                                          |
| Población de derecho (2000-2023) según el padrón municipal del INE       |

## Vías de comunicación
Discurre la carretera local que atravesando Villaescusa del Butrón conduce a Pesadas ya en la CL-629. Al sur de Nocedo en el Espacio Natural conocido como de Hoces del Alto Ebro y Rudrón. 

## Historia
Ver: Morecanos
El pueblo se originó en la Alta Edad Media como testimonian el trazado de sus calles y la arquitectura. No obstante, en Gredilla existen restos de un poblado de la prehistoria. Bastantes historiadores incluyen tal poblado en la tribu de los morecanos, integrada en los cántabros pues tal poblado podría ser Moreca, la más meridional de las ciudades cántabras. Tal hipótesis la ha recreado en la literatura Javier Lorenzo en un libro titulado " El último Soldurio " donde asume el planteamiento de los historiadores situando en el entorno de Gredilla Moreca, capital de los morecanos.
Durante el periodo comprendido entre 1785 y 1833, en el Censo de Floridablanca de 1787, jurisdicción de señorío siendo su titular el Marqués de Aguilar de Campoo, regidor pedáneo.
En el censo de la matrícula catastral contaba con 21 hogares y 94 vecinos. Entre el censo de 1970 y el anterior, crece el término del municipio porque incorpora a 09523 Moradillo y Quintanaloma. Entre el censo de 1981 y el anterior, este municipio desaparece porque se agrupa en el municipio 09905 Valle de Sedano, contaban entonces su término con una extensión superficial de 7.794 hectáreas y las tres localidades con 59 vecinos y 146 habitantes.
Gredilla proviene del vocablo latino gradiella, que quiere decir pueblo en cuesta.

## Parroquia
Su iglesia parroquial está dedicada a San Pedro y San Pablo, y se trata de un templo de estilo románico levantado a finales del siglo XII.
Tiene una única nave sobre la que se asienta una bóveda de medio cañón apoyada en arcos perpiaños. Además conserva la espadaña-campanario y el tambor del ábside. Sin embargo el elemento más relevante de la construcción es la portada, en la que casi todas sus arquivoltas están apuntadas, menos la mayor que está compuesta de arquillos polilobulados que hacen de enmarque al tímpano central en el que destaca una Anunciación de la Virgen junto a la que están las imágenes de San José con un bastón y un arcángel.
Algo más lejos están las esculturas correspondientes a San Pablo y a San Pedro. 

## Arquitectura
En cuanto a su patrimonio arquitectónico civil hay que señalar que existen tres tipos de vivienda: Las casonas de tipo montañés con solana o balconada corrida, alguna de ellas blasonadas, la casa del páramo con pocas ventanas al exterior, y la Torre de los Bocanegra, un castillo edificado en el siglo XIV por una estirpe de procedencia italiana, y que fue incluido dentro de las constituciones declaradas Bien de Interés Cultural el 22 de abril de 1949 BOE de 05/05/1949.

## Galería
|                                          |
| Vista del pueblo desde el monte Tandote. |

|                                                       |
| Gredilla de Sedano tras una nevada de 30 centímetros. |

|                                                 |
| Tímpano de la portada de San Pedro y San Pablo. |